# Didaktická hra

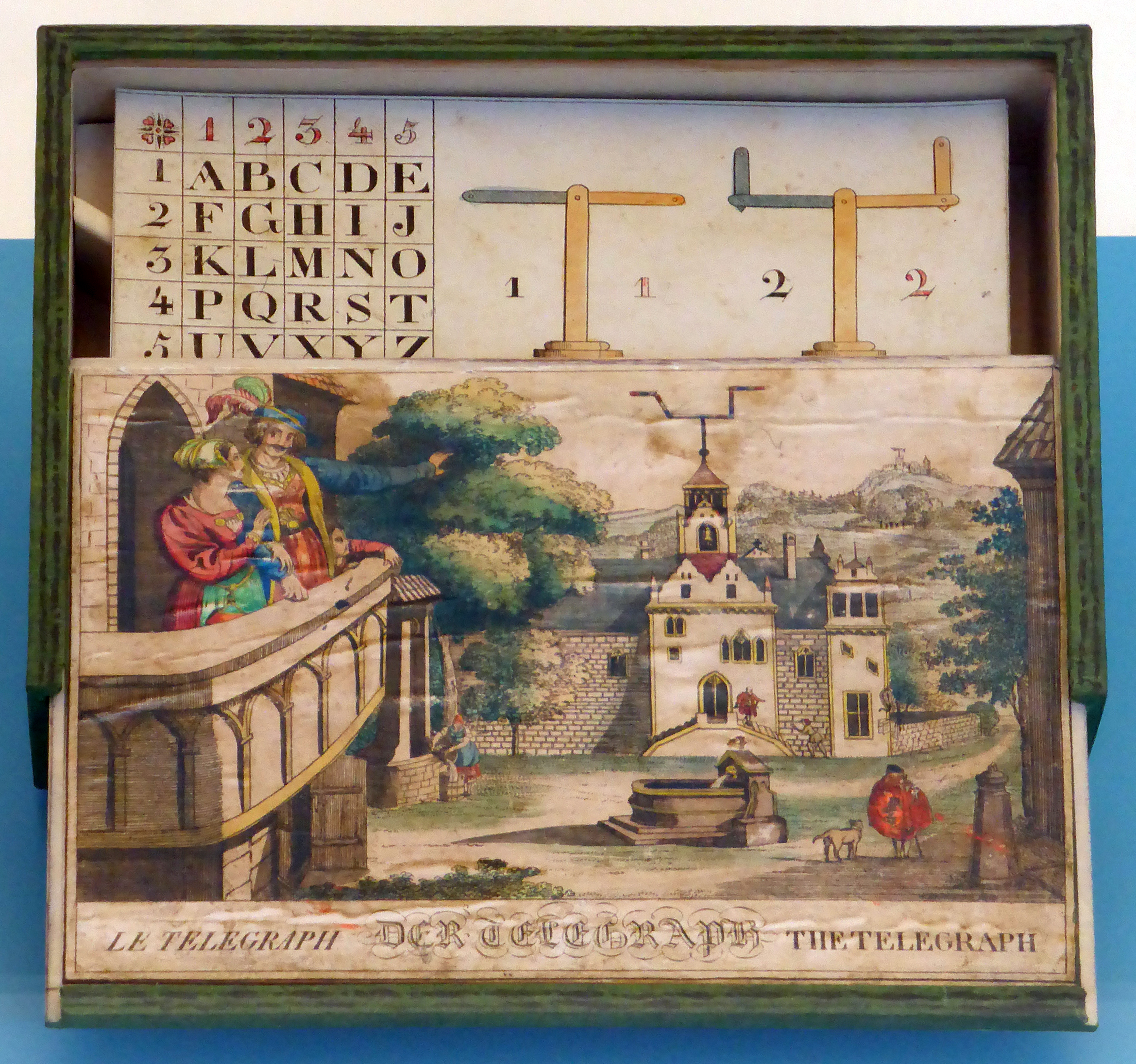
Der Telegraph: dětská hra pro optickou telegrafii pocházející z první poloviny 19. století (replika), vystavená v Německém technickém muzeu v Berlíně.

Didaktická hra (z řečtiny: didaskein = učím, vyučuji) je název pro hry společenského nebo pohybového charakteru, které si kladou za cíl vzdělávat nebo procvičovat různé dovednosti hráče samotným průběhem herní aktivity.
Jako edukační nástroje s cílem zvýšit efektivitu procesu učení mohou být využívány i digitální hry. Jedná se o proces vstřebávání vědomostí během hraní videoher, které fungují jako motivační prvek.
Učení pomocí her probíhá buď pasivně, nebo aktivně. V případě pasivního vstřebávání vědomostí hráč hraje hru a během toho se učí nové dovednosti, aniž by si to uvědomoval. Tento způsob učení napomáhá rozvíjet například cizí jazyk. V praxi například hráč spatří na monitoru anglické slovo „sit“ a v tom samém okamžiku si jeho postava sedne. Jasně tak pochopí, co slovo znamená, a tak si nevědomky rozšiřuje slovní zásobu. Při aktivním učení pomocí her je třeba vynaložit nějaké úsilí nebo činnost, abychom se něco naučili. Volíme si hry za účelem specifické dovednosti, kterou si chceme osvojit.

## Typy didaktických her

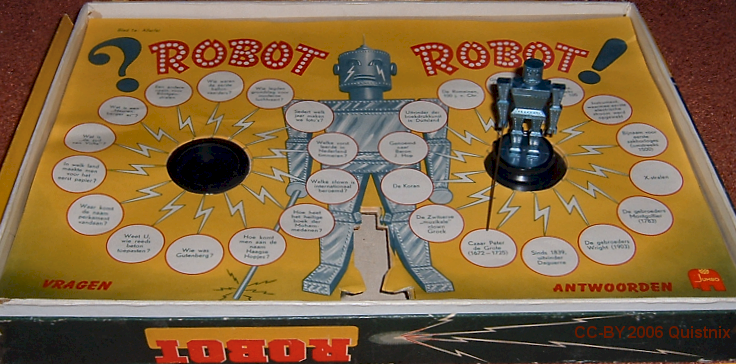
desková hra

Jako didaktické bývají označovány některé typy deskových, karetních a video her, které se zaměřují zejména na logiku, představivost nebo vysvětlení a pochopení některých pojmů nebo jevů. Tyto hry jsou obvykle určeny pro určitý počet hráčů (od jednotlivců po skupiny) a mají předem daná pravidla, která hráči dodržují. Ve školách mohou být didaktické hry řízeny vyučujícím, který dohlíží na stanovení cíle takové hry, její průběh a závěrečné vyhodnocení.

## Pozitivní vlivy digitálních her
- rozvíjení jazykových a kognitivních schopností[5]
- trénink řešení problémových situací
- zlepšování strategického myšlení
- rozvíjení digitálních kompetencí[6]
- zdokonalování prostorového vnímání
- rozvíjení schopnosti multitaskingu
- rozvoj komunikačních dovedností a kreativity[7]